# Santiago Giraldo
Santiago Giraldo Salazar (ur. 27 listopada 1987 w Pereirze) – kolumbijski tenisista, reprezentant w Pucharze Davisa, olimpijczyk z Londynu (2012).

## Kariera tenisowa
Zawodowy tenisista w latach w 2006–2020.
W swoim dorobku ma tytuły turniejów z serii ITF Futures i ATP Challenger Tour. W rozgrywkach singlowych z cyklu ATP World Tour Giraldo osiągnął 2 finały, w lutym 2011 roku w Santiago i w kwietniu 2014 roku w Barcelonie.
Jako deblista Giraldo pierwszy finał kategorii ATP World Tour osiągnął razem z Robertem Farahem w Gstaad, w lipcu 2012 roku. Finałowe spotkanie Kolumbijczycy przegrali z Marcelem Granollersem i Marcem Lópezem.
Od 2006 roku Giraldo reprezentował Kolumbię w Pucharze Davisa. Rozegrał dla zespołu 46 singlowych pojedynków, z których 29 wygrał.
W 2012 roku zagrał na igrzyskach olimpijskich w Londynie. Z gry pojedynczej odpadł w 2 rundzie, natomiast w deblu poniósł porażkę w 1 rundzie w parze z Juanem Sebastiánem Cabalem.
W rankingu gry pojedynczej Giraldo najwyżej był na 28. miejscu (29 września 2014), a w klasyfikacji gry podwójnej na 77. pozycji (8 czerwca 2015).

### Finały w turniejach ATP World Tour
| Nazwa                       |
| --------------------------- |
| Wielki Szlem                |
| Igrzyska olimpijskie        |
| ATP World Tour Finals       |
| ATP World Tour Masters 1000 |
| ATP World Tour 500          |
| ATP World Tour 250          |

#### Gra pojedyncza (0–2)
| Końcowy wynik | Nr | Data             | Turniej   | Nawierzchnia | Przeciwnik    | Wynik finału     |
| ------------- | -- | ---------------- | --------- | ------------ | ------------- | ---------------- |
| Finalista     | 1. | 6 lutego 2011    | Santiago  | Ceglana      | Tommy Robredo | 2:6, 6:2, 6:7(5) |
| Finalista     | 2. | 27 kwietnia 2014 | Barcelona | Ceglana      | Kei Nishikori | 2:6, 2:6         |

#### Gra podwójna (0–1)
| Końcowy wynik | Nr | Data          | Turniej | Nawierzchnia | Partner      | Przeciwnicy                  | Wynik finału |
| ------------- | -- | ------------- | ------- | ------------ | ------------ | ---------------------------- | ------------ |
| Finalista     | 1. | 22 lipca 2012 | Gstaad  | Ceglana      | Robert Farah | Marcel Granollers Marc López | 4:6, 6:7(9)  |